# 西川貴教のオールナイトニッポン
『西川貴教のオールナイトニッポン』（にしかわたかのりのオールナイトニッポン）は、ニッポン放送制作、NRN系列の深夜放送・オールナイトニッポンで西川貴教がパーソナリティを担当したラジオ番組。

## 概要
略史（レギュラー放送時代）
累計放送期間は8年9ヶ月に及び、これは「ナインティナインのオールナイトニッポン」（24年5ヶ月（2024年3月現在）、中断期間は含まない）、「福山雅治のオールナイトニッポン」（20年11ヶ月、中断期間は含まない）、「オードリーのオールナイトニッポン」（14年6ヶ月（2024年3月現在））、「笑福亭鶴光のオールナイトニッポン」（11年9ヶ月）、「松任谷由実のオールナイトニッポン」（11年）、「ビートたけしのオールナイトニッポン」（10年）、「AKB48のオールナイトニッポン」（9年）、に次ぐ長さである。単発放送では必ずこのことを冒頭で説明するが、途中で話が脱線し最終的には西川自身が面倒臭くなり「（インターネットなどで）自分で調べて」と匙を投げる。
1997年1月6日　月曜2部（27:00-29:00）で正式な初担当。ニッポン放送有楽町旧社屋で最後の担当開始だった。オールナイトニッポンアゲインにて語られたところによると、この際は林原めぐみと西川のどちらかがパーソナリティーに選ばれる予定であったという。
1997年10月4日　金曜25:00-29:00へ移動（昇格）、番組名が『T.M.Revolution西川貴教のオールナイトニッポン Music Revolution』（ミュージックレボリューション）となる。4時間通してパーソナリティが担当するのは『ABブラザーズのオールナイトニッポン』以来 であった。
1998年4月　放送時間が短縮、金曜1部のみとなった（この際、副題の「Music Revolution」が取れる）。
1999年3月ごろ　西川がT.M.Revolutionとしての活動を休止（封印）したことに伴い、題名が『T.M.Revolution西川貴教の〜』から『西川貴教の～』になる。
1999年4月2日　LF+R開始に伴い時間移動、（火曜22:00-24:00）を担当。題名は『西川貴教のallnightnippon SUPER!』（以下「SUPER!」）となる。
SUPER!時代のエンディングテーマはSPARKS GO GO（たまにパフィーバージョンも使用されていた）の『ルーシーはムーンフェイス』(セルフカバーアルバム「NEW OLD STOCK」でのバージョンを使用。2005年3月21日放送より再びエンディングテーマに)。
2000年春ごろ　西川がT.M.Revolutionとしての活動を再開したので題名が再び『T.M.Revolution西川貴教の〜』に戻る。
2001年初頭ごろ　本人の希望により放送名が再び「西川貴教の〜」になる。
同年には福山雅治とともに「ラジオパーソナリティがリスナーの夢を応援して叶える」という目的で世界一周旅行に出かけ、その途中経過が『福山雅治のallnightnippon Saturday Special 魂のラジオ』と共に報告されていた。また、その模様は『福山雅治・西川貴教のallnightnippon TV』というテレビ番組でフジテレビ系列で放送された（ナレーションを担当していたのは当時ニッポン放送アナウンサーの荘口彰久）。
2001年9月11日　番組放送開始前後にアメリカ同時多発テロ事件が起こり、番組進行をしながらその様子が刻々と伝えられた。これは異例のことであり、通常は別のスタジオにいるアナウンサーが「報道特別番組」として放送中の番組を中止させて放送されるが、西川のパーソナリティーとしての能力を買い、そのまま西川貴教のallnightnippon SUPER!として放送させた。オールナイトニッポンでは放送時の地震発生などの緊急時にはアナウンサーが安全確保のため、リスナーに注意を呼びかけるが、ベテランパーソナリティーの場合、本人が注意事項を暗記しているため、アナウンサーを介さずに注意を呼びかけている。
2002年4月9日　児玉清をゲストに迎えた週の放送が日本民間放送連盟賞（ギャラクシー賞）を受賞。
2003年3月31日　LF+R終了に伴い、月曜深夜25:00〜27:00に時間移動。構成の石川昭人らそれまでのスタッフの大部分が降板し、内容を大幅にリニューアル。その後、番組終了時に公式サイトでスタッフ自ら『暗黒期』と語るように、毎月のようにコーナー・スタッフの入れ替えが行われることとなる。
2005年3月21日　石川ら、かつての主要スタッフが復帰、番組内容も往年のスタイルに戻った形となった。
2005年9月26日　レギュラー放送としての最終回を放送。最終回では聴取者を抽選でスタジオ見学に招待し、泣きながら提供クレジットの後にはネット局36局をすべて読み上げた。放送中のメール数は、1万通以上に達したという。
レギュラー放送終了後の略史
番組が終わった後も、しばらくの間は番組ホームページがニッポン放送のアクセスランキングのトップ3に入ったり、リスナーから連日約1,000通のメールが相次いだという。その後、元スタッフにより更新され続けた後に閉鎖されていたが、『ザ☆ミュージックマンの〜』（後述）の放送に際し復活。現在は『T.M.Revolution 西川貴教のちょこっとナイトニッポン』のページとなっている。
2006年1月1日 月曜25:00枠でいつもの春風亭昇太に代わって、一夜限りの復活を果たす。
2010年3月23日 22:00〜23:50枠でいつものゆずに代わって、『ザ☆ミュージックマンのオールナイトニッポンGOLD』と題し、4年ぶりに復活放送（西川が主演を務めるミュージカル・『ザ☆ミュージックマン』の公演のプロモーションの一環として）。
2011年10月から本番組で放送されたコーナーをモチーフにした10分間のミニ番組『西川貴教のちょこっとナイトニッポン』が平日夜にスタートし、2022年9月30日までの11年間放送された。
2011年10月21日 『オールナイトニッポンGOLD app10.jp』の特別版として放送。
2012年4月6日 オールナイトニッポン45周年特別企画『西川貴教のオールナイトニッポンGOLD』と題して放送（『〜GOLD』金曜パーソナリティーが週替わりになった、その1人目としてとして出演）。レイヴはなかったが、滋賀県知事の嘉田由紀子と近藤夏子が電話出演した（近藤は「番組のヘビーリスナーだった」と語った）。
2013年2月23日 21:00〜22:30にオールナイトニッポン45時間スペシャルの一環として放送。歴代のハガキ職人一丸となり、ハガキ職人から放送作家になった人物に対してレイヴ（後述の番組企画）が行われた。題名が生放送を匂わせるものだったが実は録音放送であり、エンディングでネタばらしをした。
2013年5月10日 25:00〜27:00で単発放送。金曜1部でいつものAKB48が宮城県でコンサートのため、『西川貴教のオールナイトニッポン』の放送は14年ぶり（新曲『Preserved Roses』プロモーションの一環として。ゲストは同曲を共に歌う水樹奈々。なお、同日22:00～23:30枠で1ナイト放送した『水樹奈々のオールナイトニッポンGOLD』では、逆に西川がゲスト出演）。
2017年4月14日 22:00〜24:00にT.M.Revolutionデビュー20周年の一環として『西川貴教のオールナイトニッポンGOLD』と題して放送。
2019年10月19日 25:00〜27:00にオールナイトニッポン ミュージックウィークの一環として放送。土曜1部はニチレイが冠スポンサーの関係上、いつものオードリーと同様「ニチレイpresents」が冠につけられた。なお、ニチレイの商品詰め合わせをプレゼントするコーナーがない為、10月のニチレイ商品詰め合わせのプレゼントはこの週のみメール投稿者に抽選でプレゼントする形に変えられた。
2020年4月27日 25:00～27:00にいつもの菅田将暉に代わって、単発放送。ただし放送1週間前の時点では放送予定はなく、2日前に急遽発表された（この時点で菅田の欠席理由は不明だったが、翌週の放送で声の不調により急遽休んだことが説明された）。
2022年6月2日 24:00～24:58に『西川貴教のオールナイトニッポンX』を放送。記念イベント（オールナイトニッポン55周年　西川貴教のオールナイトニッポン25周年　西川貴教のちょこっとナイトニッポン10周年　周年ナイトニッポン）の開催を控えていた。
2022年10月1日 19:00～21:00に『西川貴教のオールナイトニッポンPremium』を放送。土屋礼央と、武元唯衣（櫻坂46）がゲスト出演した。
2023年2月16日 24:00～24:58に『西川貴教のオールナイトニッポンX』を放送。翌日から放送されるオールナイトニッポン55周年記念55時間特番の前夜祭的な位置づけの番組の一つとして放送された。吉田尚記アナウンサーの娘（一般人の高校生）、および本番組のハガキ職人出身の放送作家である楽屋ニュースとサービスカード高柳がゲスト出演した。録音放送。

## 番組の流れ
（月曜日、25：00-27：00）
オープニングトーク
主に、先週あった出来事や時事ネタなどを話す。タイトルコールは、番組開始5-10分後にする。
ハガキコーナー
1コーナーだいたい10-15分くらいで、25：20-26：30の間に3-5つほど行う。
西川からのお知らへ
通常26：30以降に行う。
エンディング
通常26：50頃から、ちょっとしたトークを交えて番組終了へ。起き抜けテレフォンを行う場合もある。

## 番組の特徴
- 西川貴教自身は、女性の人気が高いミュージシャンであるが、番組の内容は男性向きで、下ネタやおふざけ企画が頻繁に現れる（これは少年期にオールナイト」を初めとするつボイノリオ・笑福亭鶴光の担当ラジオ番組を好んで聞いていたことが影響しており、西川自身も特につボイについては「ラジオパーソナリティーとしての師匠のような存在」として崇拝している[注 6]）。また、この番組で構想していた「男だけのライブ（野郎ライブ）」は、実際に実現しており、番組終了後も引き続き年一回開催されていた（現在は休止）。
- 様々な媒体と提携して多くの企画が開催された。これらには「青春女神伝説チェンジ・ザ・BanBanBan」「ミスリスナーズコンテスト」「OPPO JAM 2005」などがある。
- リスナーとの関係が非常に良く、最終回ではリスナー向けのスタジオ見学を企画し、ハガキで応募して抽選で選ばれた300人を招待した。さらにハガキ職人とはまさに相思相愛といってもいいほどで、ネタコーナーのみならず前述の企画などに積極的に参加させ、ネタコーナーで読まれた際に与えられるポイントを競う「ハガキ職人レース」の入賞者には、ハガキと、スタジオ見学権が与えられることもあった（企画に関係なく見学に訪れることも多かった）。番組終了後も西川のファンクラブのSNSを通じ交流は続き、2007年4月に西川公認の職人によるポッドキャスト番組（ダメ人間・ボーイズ・スクール）が開始された。
- 基本的には生放送だが、ライブなどで日程の都合が合わない場合、録音で放送されたこともある。その際、放送中「ロックオン」（＝録音）と言ったり、「外はとても明るいね。夕日が綺麗だね。何でかって？今日の放送は録音だからだよ」などと会話中発言し、リスナーにそれとなく伝えていた。
- 番組冒頭のトークでは、時事ネタや、自身がファンである阪神タイガースについて話すことが多かった。一度、「阪神が144勝（ペナントレース＋日本シリーズ）するには、どうすればいいのかな？」とタイトルコール前に話していた。また、前述の水樹奈々が出演した回でも阪神ネタのトークを行っている（水樹も阪神ファンである）。
- ニッポン放送の社内の裏話を話すことがあり、番組を最も長く担当した三宅正希チーフディレクターに怒られたことがある。
- 火曜SUPER!時代には、直後に荘口彰久の『LF+RフライングNIGHT!』が、さらに続いて『加藤晴彦の@llnightnippon.com』が放送されており、両パーソナリティと仲が良かった西川は飛び入りしたり、逆にされたりしていた。また土曜日の福山雅治のオールナイトニッポンサタデースペシャル・魂のラジオを担当していた福山雅治と加藤とでトリオを組んで放送したこともあったが、酒を呑んで酔っ払うなど、暴走することが多かった。さらには、火曜日の深夜帯に放送されていた番組のパーソナリティがすべてミュージシャンだったことから2002年の『ラジオ・チャリティー・ミュージックソン』でグローバー・土屋礼央・SHOGOらとともにしぐれにを結成したこともある。
- 他に氷室京介や平山あやや『人気者でいこう!』のキャストが予告なしに突如出演するハプニングもあり、特に氷室京介が登場した際、彼を尊敬している西川は非常に緊張していた。
- 番組には、ソニンが出演することが多い。西川いわく「ソニンちゃんは、準レギュラー」である。よく「下着の色は？」とか「何カップ？」などセクハラまがいのパンチの効いた質問をし、盛り上がっている。
- 番組がCMに入り、スタジオを出てジュースを飲んでいる時に「知ってる?24時。」を担当していた上田晋也（くりぃむしちゅー）に会い、本番10秒前まで話をして、慌てて帰って来た。
- メールはもちろんだが、ファックスを送ってくることを切望してやまない。メールアドレスを告げた後に、FAXで送ってくることを推すようなコメントをよく言う。そのためよくFAX回線のパンクを起こす。
- 番組中に、よくスタッフに絡む。同じブースにいるスタッフのツッコミや笑い声が入る。
- 西川が自らを「先生」と言うことがある。これは、高校時代の夢が「美術教師」であったことが、少なからず影響している。
- この番組において清春は、常にドーベルマンを連れている、凍った生肉をマイクスタンドとして使う、ファンを「スキンシップ」という形で殴る、ライブスタジオを血の海にしてきた男などというイメージをリスナーが持っている。もちろん、西川の嘘のためである。
- 他の番組とは違い、コーナーのネタ選別は全て構成作家に任せている。本人曰く、「二度は読みたくない。一度目に笑う新鮮さを大事にしたい。」ため。
- 1998年10月23日は福山雅治と共に「ちい兄ちゃんこと福山雅治とちび兄ちゃんこと西川貴教のANN」と題して放送した。福山にとっては1998年3月で終了した福山雅治のオールナイトニッポン以来半年ぶりのオールナイトニッポンへの出演だった。ツアー中だった西川にとっても2か月ぶりのお台場からの放送であった。長崎市公会堂でのTMRのライブに福山の母がカステラを持参して訪れたことなどを話した。福山の新曲Peach!!/Heart of Xmasをかけるが、機械の不調で音飛びしまくり、再度かけなおすというハプニングが起きた。放送内容はリスナーの性の悩みに二人が答える内容であり、福山の「僕は火星人(仮性包茎)」発言など、番組史に残る放送であった。
- 1998年11月13日の放送では渋谷パンテオンで観客1300人を集め、ニッポン放送のスタジオでの生放送の様子を中継するというイベントが行われた。当時、月に一回インターネットで生放送の動画配信をしていたが、まだ一般家庭にネットやPCが普及していない時代だった。普段は動画を見られないファンにも楽しんでもらうためにこのイベントが企画された。
- トラブルにより西川が生放送のスタジオにいることができず、荘口彰久アナが急遽代打で出演したことが3回ある。
  - 1998年10月　愛媛でのライブ直後に西川が過労でダウンし出演できず、「西川が行方不明」という体で放送したところリスナーから苦情が殺到。さらに、西川の祖母から心配するFAXが届いた。
  - 2000年3月14日　国立代々木競技場第一体育館でのライブ直後の放送、お台場のスタジオへ向かうも渋滞で遅刻。何故か荘口と構成作家・石川はスタジオで上半身裸になりインターネットでLIVE中継を行った。
  - 2001年4月17日　先週の放送後からファンクラブイベントでハワイへと行っていた西川、ところが帰りの飛行機のチケットの日にちを一日ずれて間違えて購入しており（時差のことを失念していた模様）、日本時間で火曜日に帰国し放送には間に合うはずが、日本時間でオンエアの火曜日の22時にまだハワイにいるというトラブルが起きた。急遽、ディレクター・岡部をハワイへ派遣し、電話での出演となった。22時台には加藤晴彦もスタジオに登場し、荘口と番組を進行。この週は聴取率調査週（レイティング）であり特別企画が二つ用意されていた。モーニング娘。矢口真里のallnightnippon SUPER!がその週の木曜日からスタートするのを記念してミニモニ。が全曜日に出演しパーソナリティとジャンケン対決をしてリスナーはどちらが勝つかを予想し、正解者に商品をプレゼントする企画と、当時西川ANNであったデヴィ夫人のネタハガキコーナーの特別版を放送、ゲストの清水ミチコにデヴィ夫人のモノマネをしてもらい送られたネタハガキを読んだりしていたが、本物のデヴィ夫人からもメッセージが届いた。いずれも事前に録音されたものであったため放送に支障はなかった。
- 2002年9月24日、阪神甲子園球場での阪神-巨人戦、巨人はマジック1でのセントラル・リーグ優勝に王手をかけていた。1-2で巨人リード、このまま優勝を決めると思われたが、阪神が9回裏に土壇場で浜中おさむのホームランで同点となり、延長12回裏に一死満塁から前田の暴投で阪神のサヨナラ勝ちで試合終了、この時すでに23時を過ぎていた。2位のヤクルトが中日に敗れたため、試合途中で巨人の優勝は決定してしまったので原監督の胴上げまで中継を延長し、ニッポン放送では野球中継延長のため23時30分からわずか30分のみの放送となり、数局の地方局とインターネットのみ裏送りで22時から聴けるという異例の放送となった。このせいで新曲「INVOKE」の初オンエアが次週に延期となった。この放送でAD石田が番組を卒業した。放送中、ナースのお仕事4最終回が150分遅れで放送という前代未聞の事件に西川も苦笑していた（ナースのお仕事4#プロ野球中継問題）。ちなみにこの放送で西川は「今誰か聴いてるの？」「本当にこれOAされてる地域あるの？」といつも以上にふざけ倒していた。急な事態だったため、スタッフが駆り出され最小限の人数で慌ただしく放送された。この日卒業するAD石田をブースに入れ「社長の孫で森光子に可愛がられている」ことや「彼女(後の妻)に彼氏がいたのに奪って付き合った」などバラし、曲フリもさせていた。「INVOKE」がかけられないため、「Out Of Orbit ～Triple ZERO～」をかけていた。放送中にスタッフが用意した煎餅や梨を食べて台本をビショビショにしていた。スタッフからウェットティッシュを渡され「台本が読めない」「ウェットティッシュで台本の裏側の文字が透ける」と愚痴ったが、呆れたスタッフから「普段から（台本を）読んでねーじゃねーか」とつっこまれた。

### レイヴ
時折、レイヴ（英語で"荒れ狂う"の意、レイブ (音楽)も参照）と称される企画が目玉として行われた。リスナーには概ね好評であり、最終回や復活放送の際にも行われた。放送中なんらかの失敗をしてしまったスタッフに対し、罰ゲームの意を兼ねて行われることも多く、放送される回の台本の表紙が（仕掛けられたスタッフのもの以外）赤かったのだが、それを見せられた時の仕掛けられたスタッフのうろたえぶりはリスナーの笑いを大いに誘った。また、スタッフだけではなく、西川自身もレイヴではないがドッキリに何度か引っかかっている。
SUPER中期あたりまではディレクター・岡部及びAD・石田が、SUPER後期～レギュラー放送終了の間はサブ作家・本間が、復活放送の際にはニッポン放送アナウンサー・吉田尚記が対象になることが多い。
以下にその一例を示す。
- 吉田尚記が一人霊園から中継レポートする。
- ニッポン放送からフリーになった荘口彰久が他局で行っている番組に、吉田とリスナーが集団で見学。
- 土屋礼央と作家に架空の打ち合わせをさせ、スタジオから西川が無線で作家を通して質問を行う。打ち合わせを終えてスタジオに来た礼央に打ち合わせと同じ質問をした後に、その打ち合わせ時の礼央の本音トークを聞かせ、西川が追及する。
- 深田恭子のゲストブッキングに失敗したディレクターを同人の所属事務所（ホリプロ）からニッポン放送（当時は建て替えのためお台場フジテレビ社屋にあった）までマラソンをさせる。
- 1人暮らしを始めたスタッフの部屋に入り、部屋の5面をビジュアル系アーティストのポスターで埋め尽くし、風呂でフルーチェを作る。
- 風呂の中でそばを作る。
- リスナーの風呂を麦チョコで満たして浸からせる。
- 放送作家の家を、勝手にニッポン放送内の階段下のスペースに引越しさせる、通称「引越しレイヴ」。対象となったサブ作家・本間はその後、総務から「（そんなところに）住むな」と怒られた[1]。
- 放送作家の家に、勝手にハガキ職人たちを侵入させる[1]。
- ディレクターの家を清めるという口実で、干物を焼いたり、大量に塩をぶちまけたり、リスナーが「わかめ風呂」に入って全身わかめだらけのままにベッドインした。
- 加藤晴彦に対して「心霊ドッキリ」として、ハンガーを突然落としたり、晴彦のヘッドフォンにだけサブ作家早苗の声で怪奇な声（助けて〜、殺される〜など）を流したり、最後は机の下にいたADに足を掴ませたりした。その時の晴彦の悲鳴は、番組コーナーのSEとして使われた。
- 放送作家の家に、ハガキ職人が集結し風呂に入ったり、スイカ割りをしたりして家の中をめちゃくちゃにされるのを、スタジオとテレビ電話で繋ぎ、それを見て西川は「お前ら最高」っと発した。また近所付き合いが無かった為に、西川が大声を出させたり、部屋にあったギターで演奏させたりした[2]。
- 2006年元日の復活放送では、吉田尚記に極寒の神社で水垢離用に「冷水」でなく斬新に「熱湯」をかけさせた。
- 2010年の復活放送では西川の主演ミュージカル「ザ・ミュージックマン」にちなみ、吉田尚記の自宅にある彼の宝物（アニメDVD等）を打楽器に見立て、彼の妻に叩いて壊させた。これらの吉田の事件に関しては、西川が「やまだひさしのラジアンリミテッドF」（TOKYO FM）に出演した際に触れられた（吉田がコメント出演したため）。その際に、西川は「馬鹿じゃないの!?」と言い放ち、吉田は自らが出版した本と出演番組をしっかり宣伝した。
- 2011年のapp10特別版では吉田尚記の妻子がスタジオに登場。『普段あなた（吉田）が愚痴を聞いてくれないので、世間に聞いてもらう』という名目で吉田の妻がtwitterアカウントを作成、吉田に対する愚痴をつぶやいた。さらにフォロワーが一定人数に達するたびにリスナーへの吉田の私物のプレゼントが行われた。
- 2013年のオールナイトニッポン45周年記念放送では放送作家となったサービスカード高柳がターゲットとなり、2012年12月末に結婚していた高柳が西川に結婚を報告しなかったため、高柳の妻（mixiのポルノグラフィティコミュニティで知り合った美容師）をハガキ職人時代の仲間へお披露目するパーティが開催され、プライベートをSNSから全て割り出し（その際西川は「SNS怖い」と話した）、さらに高柳の私物のヱヴァンゲリヲンの限定クリアファイルを用いたケーキカットなどが行われた。
- なお、当番組の放送作家がパーソナリティを務める激ウラ!!西川貴教のオールナイトニッポン（と後継の石川・ホンマ・ぶるんのBe-side Your Life）でも、同様の企画が行われている。上記のレイヴの日付詳細
- また、番組終了後も当番組のハガキ職人であったサービスカード高柳が放送作家を務めるミュ〜コミ+プラスでも同様の罰ゲーム企画は行われているが放送上は「罰ゲーム」とされており、レイヴとは区別される。
- なお、レイヴは放送作家が石川昭人であるときの企画であり、そうでない時期（いわゆる暗黒期）においても類似の企画が行われたがこれはレイヴとは区別される。

## 放送時間
- 1996年5月11日土曜1部 深夜25:00-27:00
- 1997年1月6日-1997年9月27日 月曜2部 深夜27:00-29:00
- 1997年10月4日-1998年3月27日 金曜 深夜25:00-29:00
- 1998年4月3日-1999年3月 金曜1部 深夜25:00-27:00
- 1999年4月2日-2003年3月 火曜SUPER! 22:00-24:00
- 2003年3月31日-2005年9月26日 月曜1部 深夜25:00-27:00
- 2006年1月2日月曜1部 深夜25:00-27:00に一夜限りの復活
- 2010年3月23日火曜GOLD 22:00-23:50に一夜限りの復活（『ザ☆ミュージックマンのオールナイトニッポンGOLD』として）
- 2011年10月21日金曜GOLD 22:00-23:30にオールナイトニッポンGOLD app10.jpの特別版として放送（『西川貴教のオールナイトニッポンGOLD app10.jp』として）
- 2012年4月6日金曜GOLD 22:00 - 23:50にオールナイトニッポンGOLD オールナイトニッポン45周年特別企画として放送（『西川貴教のオールナイトニッポンGOLD』として）
- 2012年12月24日月曜1部 25:00-27:00　これは純然たる復活ではなく、「オールナイトニッポン ラジオ・チャリティー・ミュージックソン」の特別版として『ゴールデンボンバー鬼龍院翔のオールナイトニッポン』に西川が2時間まるまる乱入したもの。『ゴールデンボンバー鬼龍院翔とT.M.Revolution 西川貴教のオールナイトニッポン・ミュージックソンスペシャル』として放送された。
- 2013年2月23日 21:00-22:30 オールナイトニッポン45時間スペシャルの一環として放送。
- 2013年5月10日金曜1部 25:00-27:00 『西川貴教のオールナイトニッポン』として放送（水樹奈々とのコラボレートシングルのプロモーションの一環。同じ10日22時から放送の金曜GOLDは水樹がメインパーソナリティで西川がゲスト）。
- 2017年4月14日金曜GOLD 22:00 - 24:00に『西川貴教のオールナイトニッポンGOLD』として放送。
- 2019年10月19日土曜1部 25:00-27:00 『ニチレイpresents 西川貴教のオールナイトニッポン』として放送。
- 2020年4月27日月曜1部 25:00-27:00『西川貴教のオールナイトニッポン』として放送。
- 2022年6月2日 24:00-24:58『西川貴教のオールナイトニッポンX』として放送。
- 2022年10月1日 19:00-21:00『西川貴教のオールナイトニッポンPremium』として放送。
- 2023年2月16日 24:00-24:58『西川貴教のオールナイトニッポンX』として放送。

## 代理番組
- 2000年3月14日 荘口彰久（元ニッポン放送アナウンサー）と石川昭人（当番組構成作家）

番組開始20分前まで西川がライブをしていたため、当時お台場にあったニッポン放送LF+Rに到着までのつなぎとして。
- 吉田尚記（ニッポン放送アナウンサー）
- 2003年9月22日 B'z(B'zのオールナイトニッポン）
- 2004年7月19日 坂崎幸之助（坂崎幸之助のオールナイトニッポン）
- 上田晋也（くりぃむしちゅー）・垣花正（ニッポン放送アナウンサー）（ゲスト・西川貴教）
- 2004年9月27日 田中麗奈
- 2005年1月3日 石井一久（石井一久のオールナイトニッポン）
- 2005年4月25日 NEWS（NEWSのオールナイトニッポン）
- 2005年7月11日 渡辺美里（渡辺美里のオールナイトニッポン）

## 番組コーナー
基本ははがきのみの募集。通称「暗黒期」にはメールでのネタ募集もしていたが、メールは基本的に普通のメールだけだった。
貴重なご意見
見たり聴いたりした、と思う番組への意見を募集し、紹介するコーナー。2005年5月2日開始。西川いわく「嘘をつけと言っているようなもの」とのこと。
自己紹介
貴重なご意見で、ツカミだけが面白かったハガキを紹介するコーナー。以前は「入り口だけ面白いハガキ」というコーナーで、このコーナー自体への募集はしていなかった。2005年5月30日開始、2005年8月22日改題・募集開始。
踊るダメ人間日記
自分のダメな日常を日記風に送ってもらい、紹介するコーナー。『Music Revolution』第1回から始まり、allnightnippon SUPER!終了とともにコーナーも終了したが、暗黒期に1度「蝶！踊るダメ人間日記」として復活し、さらに石川が戻った2005年3月21日に復活。冒頭に流れる曲は筋肉少女帯の『踊るダメ人間』。この番組を象徴するコーナーであり、2006年の復活放送時には何も募集がなくとも送ってくるように告知されている。
検索結果ZERO
検索サイトに三つのキーワードを入力して検索結果ゼロだったものを報告するコーナー。2005年3月28日開始。しかし、妄想文章を3つに区切ったりすることもあった。ペレ、MALTA（西川と同じ9月19日が誕生日）、UA、木の実ナナ×スパッツ等がよく検索対象としてネタにされた。
OPPO JAM 2005
2005年5月16日開始のオーディション企画。2005年8月に行われるライブに出演するミュージシャンを一般募集しリスナーが審査する。2005年8月14日にニッポン放送イマジンスタジオで開催されたライブイベントに、人気投票で選ばれたAppreciate、MOTOR MUSTANG、Scat&Logyの3組が出演、2005年9月19日には出演3組のライブ音源と西川のコメントを収録したライブ盤ミニアルバムがポニーキャニオンから発売され、2005年9月30日にはCD発売を記念した特別番組、『オールナイトニッポンR スペシャルナイト』が放送。詳細
なお、ここでいうOPPOとはインテリジェンス（現パーソルキャリア）が運営していたアルバイト募集サイトのことであり、本企画のスポンサーであった。スマートフォンなどを販売している中国のブランドOPPOではない。
- 関連項目：知ってる?24時。

Dr.西川の行列のできる健康相談所
リスナーがかかったとされる、新たな病名を報告する。コーナーの最中に流れる曲には、白い巨塔のエンディングテーマの「アメイシング・グレイス」が使われた。2005年9月12日に開始したが、番組自体が同年9月で終了のため、短命に終わった。
偽ガンダムDESTINY
機動戦士ガンダムSEED DESTINYの放送を記念したコーナー。コーナーのテーマ曲は『ignited -イグナイテッド-』。同様のコーナーとして偽ガンダム、偽スパイダーマン（『スパイダーマン2』）などもあった。
来週のあぶない刑事
あぶない刑事の次回予告風に、タカとユージの絡みと漢字二文字でオチを付けるコーナー。
起き抜けテレフォン
リスナー宅に電話をかけた西川が、Dr.スランプのアラレちゃん風に「んちゃ!」と言い、リスナーが「えへ」と返すことで番組を聴いているかどうか確認する。「へけ」と返した珍・リスナーもいた。『Music Revolution』第1回（2部・当時は28:45ごろ）から続くコーナーで、allnightnippon SUPER!終了と同時にコーナーも終了したが、2005年3月21日に復活。「allnightnippon SUPER!」時は23:45ごろ、オールナイトニッポンでは26:45ごろとなっている。
携帯電話が普及していなかった頃は自宅電話へかけることが多く、リスナー本人が出ればいいのだが、時々その親などが出てくることがあり、西川はその時ばかりは「T.M.Revolutionの西川と申しますが…」と平身低頭である。さらに続けて説教を受けることなどもあり、その後はしばらくテンションの下がった放送になる。リスナーの書いた電話番号が間違っていたことがあり、その番号に電話した西川がパニックになったこともあった。さらには、リスナーの本名・住所を公開したり、リスナーの電話番号を公開しかけようとしたこともある。
家電（自宅電話）の番号に電話するとなると、上記のように様々なことがあったために「出るなら、早く出ろよ」、「怒られるのヤダ」、「家電したくない」、「今日は、起き抜け・・・止めよ？」と言いつつ電話していた。逆に携帯電話の番号だと、電話前から「やった!怒られないぞ!」とテンションを上げていた。
夏休みには夏休みだよ! 起き抜けテレフォンが、復活放送の際にはお正月だよ! 明けおめテレフォンが放送された。どちらも特に内容に変更はなかったが、後者は本人曰く「ラジオ界初の斬新なコーナーで、内容を理解するのに時間がかかった」とのことである。
電話番号を押している時には「ふん、ふん、うん、ふん」とリダイヤルする時のような音を口ずさむ。
西川からのお知らへ
告知コーナー。T.M.Revolutionの活動をスタッフが“親切に”まとめたメモを読むコーナー。だがLIVEやツアーのタイトルが変わっていたり、ありもしないことが書かれていて、最終的に「そんなに知りたきゃ、ホームページを見ろ!!」と突き放す。コーナー開始時のジングルは法螺（ホラ）を吹く音である。ちなみに毎回、冒頭でコーナーの趣旨を説明するが、親切なスタッフによりとんでもないことが書かれている。
「お知らへ」の後は、主にリリース予定か、発売中のT.M.Revolutionの曲を流し、CMに入る。
番組グッズ「T.M.Revolutionキティ」が販売されていた時には、販売店舗数や品薄の問題で、番組にクレームが来たためか「トラブル、嫌い」、「クレームを番組に送らないで」など悲痛な呼びかけをしていた。

### 放送期間中に終了したコーナー
- わらびもち
- 合体アニメシアター
- 検索結果ZERO
- ついてるね!パラノってるね?
- 本当にあったらコワイ話
- ロックスターの戯言
- ちょボラ
- WAになっておどろう
- マル得ネットサーフィン
- カリスマ浜ちゃんヒョウ柄日誌
- ヴィデ婦人の嫌よ嫌よも好きのうち
- 黒深田恭子in my room
- 新世紀スラング
- 1枚のハガキ
- 微動戦士ガンダム
- という伝説
- 通販警察
- 汗かき戦隊チャレンジャイ
- 驚愕!ズレめがね伝説～ズレズレブギ～
- イカ
- うろ覚えライブレポーチョ

さまざまなアーティストのライブに行ったつもりで架空のレポートをでっち上げるコーナー。
- ネオ大門軍団西川団長のバイオレンス取調室→荘口取調室
- あーたし錯乱坊
- 星に願いを
- 別にいいんですけど
- 知らんがなジャペーン
- あいつnation
- ヒムニッキ
- 探し物・尋ね者
- 西川貴教への批判
- 死にかけ! 男塾
- 新☆世界名言集
- 夜明け前の遠吠え
- レイ綾波のつぶやき
- 深夜のア・バオア・クー
- 石川君のヘヴンズ・キッチン
- 住めば都まつり
- レッツオカンプレー
- T.M.Revolutionからのおしらへ
- 地味・変

オーディション系コーナー
1. 第2のT.M.Rを探せ!T.M.Revolution Jr.オーディション（1997年）
2. 全国童貞&彼女オーディション（1999年4月〜6月）
3. ミスリスナーズコンテスト（2002年8月〜2003年1月）
4. 青春女神伝説!! チェンジ・ザBan!Ban!Ban!（2004年）
5. 全日本放送部選手権（2005年1月31日〜3月7日）
6. 全国女子アナ選手権（2005年1月24日〜3月7日）
このコーナーの1回目の電話ゲストはCBCラジオの小高直子アナ。彼女の存在は「いちまつ模様」を「いちもつ模様」と読み間違えたり、「（性交渉が）終わった後の一服はうまい」などの強烈な発言などで数々の"伝説"を残す名物女子アナとして永六輔らを通じて東京の各キー局でもよく知られるところであり、その噂を耳にした西川直々の希望で彼女が1回目のゲストとして登場することになったとされている。小高は、西川がラジオパーソナリティーの師と崇めるつボイノリオが担当している『つボイノリオの聞けば聞くほど』のアシスタントでもある。
7. OPPO JAM 2005（2005年5月〜9月）

## スタッフ
- 構成作家
  - 石川昭人
  - 正岡謙一郎
  - 椎名基樹
  - 天明晃太郎
  - 中原
  - 森弘
- サブ作家
  - 本間俊彦
  - ぶるんぶるん平田
  - 若林早苗
  - 服部佑輔/ヤムチャ
- ディレクター
  - 加藤晋(初代)
  - 三宅正希(2代目・4代目)
  - 橋内慎一(3代目)
  - 早崎一郎 (5代目)
  - 早渕大輔(6代目)
  - 岡部豊(7代目)
  - 神田比呂志（現・フジテレビ制作部所属、元ナインティナインのオールナイトニッポン、aikoの@llnightnippon.comディレクター）
  - 八島賢一
- アシスタントディレクター
  - 福田大介
  - 丹羽一弘
  - 鈴木賢一/ビーチ（現ナインティナインのオールナイトニッポンAD）
  - 石田誠（元ナインティナインのオールナイトニッポン、小栗旬のオールナイトニッポンディレクター）
  - 生江龍太郎
- ミキサー
  - 山田智恵
  - 大沢和隆
  - 斎藤一志

## 主なハガキ職人
- 北海道苫小牧市・シルエイティ
- 東京都世田谷区（埼玉県久喜市）・サービスカード高柳＠
- 千葉市中央区・伊藤信之
- 千葉県市川市・エビスマン＊
- 千葉県市川市・楽屋ニュース＠＊
- 千葉県柏市・天野裕信＊
- 横浜市緑区・シーブックたけのり＊
- 神奈川県座間市・シオンJr＠＊
- 大阪市都島区・ムカイ＊
- 大阪市淀川区・ウノT＠
- 大分県津久見市・スティックのり＊

この番組がきっかけにしてハガキ職人の有志（＊）の一部が、インターネットラジオ「ダメ人間・ボーイズ・スクール」をはじめている。
＠の職人は現在放送作家となっている。